# Aleksander z Jülich
Aleksander z Jülich (zm. 6 lipca 1135 w Publémont) – biskup Liège od 1129 z rodu hrabiów Jülich.

## Życiorys
Aleksander był synem Gerarda III, hrabiego w okręgu Jülich. Od 1101 pojawia się w źródłach jako prepozyt w Liège, a potem także w Huy. W 1111 jest wymieniany jako skarbnik katedry św. Lamberta w Liège. W 1119 próbował dzięki przekupieniu cesarza Henryka V zdobyć godność biskupa Liège, jednak bezskutecznie – arcybiskup Kolonii Fryderyk ze Schwarzenburga opowiedział się za Fryderykiem z Namur, którego zatwierdził papież Kalikst II (według legendy, gdy zwolennicy Aleksandra opanowali katedrę i ten miał zgodnie ze zwyczajem potwierdzić objęcie stanowiska uderzeniem w dzwon, sznur od dzwonu się urwał, co uznano za oznakę bożego sprzeciwu). Fryderyk opanował Liège i obległ Aleksandra w Huy. Gdy w 1121 Fryderyk zmarł, Aleksander ponownie starał się o wybór na biskupa, ale musiał ustąpić Alberonowi z Louvain. Zdołał objąć tę funkcję dopiero po śmierci Alberona. 
Jako stronnik cesarza w toku wojen między możnymi z Dolnej Lotaryngii wystąpił przeciwko jej księciu Gotfrydowi VI (bratu swego poprzednika) i uczestniczył w zwycięskich walkach hrabiego Limburgii Walrama II przeciwko Gotfrydowi w 1129. W kwietniu 1131 w Liège odbyło się spotkanie króla Niemiec Lotara III z Supplinburga z papieżem Innocentym II – w jego trakcie miała zostać przeprowadzona koronacja Lotara. W 1135 Aleksander ponownie został oskarżony o symonię, wskutek czego został pozbawiony swej funkcji przez synod w Pizie. Zmarł otrzymawszy wiadomość o tym w Publémont (obecnie część Liège).